# Dypsis brevicaulis
Dypsis brevicaulis är en enhjärtbladig växtart som först beskrevs av Guillaumet, och fick sitt nu gällande namn av Henk Jaap Beentje och John Dransfield. Dypsis brevicaulis ingår i släktet Dypsis och familjen Arecaceae. IUCN kategoriserar arten globalt som akut hotad. Inga underarter finns listade i Catalogue of Life.